# Cactus and Succulent Journal of Great Britain
Cactus and Succulent Journal of Great Britain (abreviado Cact. Succ. J. Gr. Brit.) fue una revista ilustrada con descripciones botánicas que fue editada en Inglaterra. Se publicaron del volumen 8 al 44 en los años 1946-1982. Fue precedida por Cactus J. (Croydon) y reemplazada por British Cactus and Succulent Journal.